# Tom Allom
Tom Allom (geb. vor 1970) ist ein britischer Musiker, Tontechniker und Schallplattenproduzent, der besonders in den 1970er- und 1980er-Jahren in der Rockmusik-Szene aktiv war. In Anlehnung an den Elvis-Presley-Manager „Colonel“ Tom Parker wird auch Allom gelegentlich der Titel Colonel beigelegt.
Mit der Produktion von British Steel, Point of Entry, Screaming for Vengeance und Defenders of the Faith von Judas Priest sowie On Through the Night von Def Leppard war er an der Gestaltung von Alben beteiligt, die die Entwicklung der New Wave of British Heavy Metal maßgeblich beeinflusst haben.
Ferner beteiligte er sich als Produzent und Musiker an mehreren Alben der Folk Rock-/Progressive-Rock-Gruppe Strawbs.
Allom ist Mitglied in der Music Producers Guild (Großbritannien).

## Diskographie als Produzent

### Strawbs
- 1973 – Bursting at the Seams
- 1974 – Ghosts
- 1974 – Hero and Heroine
- 1975 – Nomadness

### Pat Travers
- 1978 – Live! Go for What You Know

### The Tourists
- 1979 – Reality Effect
- 1980 – Luminous Basement

### Judas Priest
- 1979 – Unleashed in the East
- 1980 – British Steel
- 1981 – Point of Entry
- 1982 – Screaming for Vengeance
- 1984 – Defenders of the Faith
- 1986 – Turbo
- 1987 – Priest...Live!
- 1988 – Ram It Down
- 2009 – A Touch of Evil: Live
- 2018 – Firepower

### Nantucket
- 1980 – Long Way to the Top

### Def Leppard
- 1980 – On Through the Night

### Doc Holliday
- 1980 – Doc Holliday
- 1981 – Doc Holliday Rides Again

### KIX
- 1981 – KIX

### Whitford/St. Holmes
- 1981 – Whitford/St. Holmes

### Krokus
- 1983 – Headhunter

### Y&T|Y & T
- 1984 – In Rock We Trust

### Rough Cutt
- 1985 – Rough Cutt

### Loverboy
- 1985 – Lovin' Every Minute of It

### Urgent
- 1987 – Thinking Out Loud

### Jetboy
- 1988 – Feel the Shake

### The Works
- 1989 – From Out of Nowhere

### Ashes & Diamonds
- 1993 – Heart of an Angel

## Diskographie als Musiker

### MitDave Cousins
- 1972 – Two Weeks Last Summer

### Mit den Strawbs
- 1975 – Nomadness

## Diskographie als Toningenieur

### Black Sabbath
- 1970 – Black Sabbath
- 1970 – Paranoid
- 1971 – Master of Reality
- 1972 – Vol. 4
- 1973 – Sabbath Bloody Sabbath